# Щерцув (гміна)
Гміна Щерцув (пол. Gmina Szczerców) — сільська гміна у центральній Польщі. Належить до Белхатовського повіту Лодзинського воєводства.
Станом на 31 грудня 2011 у гміні проживало 7983 особи.

## Площа
Згідно з даними за 2007 рік площа гміни становила 128.91 км², у тому числі:
- орні землі: 60.00%
- ліси: 29.00%

Таким чином, площа гміни становить 13.30% площі повіту.

## Населення
Станом на 31 грудня 2011:
| Опис     | Загалом | Загалом | Чоловіки | Чоловіки | Жінки | Жінки |
| -------- | ------- | ------- | -------- | -------- | ----- | ----- |
| одиниця  | осіб    | %       | осіб     | %        | осіб  | %     |
| все      | 7983    | 100     | 3892     | 48.75    | 4091  | 51.25 |
| міське   | 0       | 100     | 0        |          | 0     |       |
| сільське | 7983    | 100     | 3892     | 48.75    | 4091  | 51.25 |

## Сусідні гміни
Гміна Щерцув межує з такими гмінами: Відава, Жонсня, Зелюв, Клещув, Клюкі, Русець, Сульмежице.